# Litargus connexus
Litargus connexus är en skalbaggsart som först beskrevs av Geoffroy 1785.  Litargus connexus ingår i släktet Litargus, och familjen vedsvampbaggar. Arten är reproducerande i Sverige.

## Bildgalleri

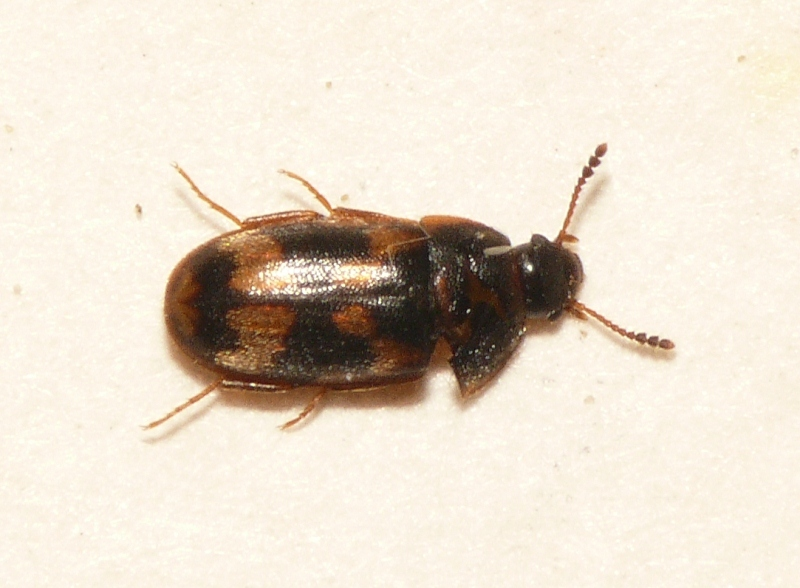
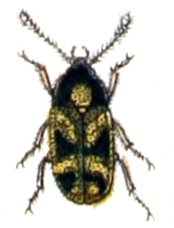